# 噁庚因
噁庚因（英語：Oxepin），又称噁庚英、氧杂䓬、氧杂环庚三烯，是完全不饱和的含氧七元杂环化合物，化学式C6H6O。它可以看作是一种环辛四烯的类似物，都具有八个π电子，虽然不符合休克尔规则的4n+2通式，但根据分子轨道的计算，预测可能有些芳香性，在理论上有一定的意义。

## 制取
可由4,5-二溴环己烯环氧化物在碱（如DBU，Gillard et al. 或甲醇钠）作用下发生消除制取：
也可以用呋喃与丁炔二酸二甲酯发生双烯加成生成一个双环产物，光照下转变为相应的氧杂四环烷二甲酸二甲酯，然后在113°C发生开环生成噁庚因-4,5-二甲酸二甲酯。
噁庚因及其衍生物在1960年才合成得到。

## 性质
噁庚因与1,3-环己二烯的环氧化物（环氧苯，苯在体内的代谢产物）形成平衡混合物，它们相互存在的量与温度和环上的取代基有关，用不同的试剂反应得到不同的产物，可以证实以下平衡的存在：
该平衡混合物的性质有：
- 加热时芳构化为苯酚（环氧苯的性质）。
- 以双烯体与顺酐发生D-A反应（环氧苯的性质）。
- 光照下环加成为二氢呋喃并环丁烷（噁庚因的性质）。
- 钯催化下氢化得到饱和七元含氧杂环噁庚环（噁庚因的性质）。